# Partido Socialista Brasileiro
Die Partido Socialista Brasileiro (PSB) ist eine Partei Brasiliens mit sozialdemokratischer Ausrichtung.
Sie ging im Jahr 1947 aus der Esquerda Democrática hervor, wurde aber durch den Zweiten Institutionellen Akt der Militärregierung Brasiliens von 1965 (AI-2) aufgelöst. Die Neugründung erfolgte 1985, unter dem Einfluss der in ganz Brasilien stattfindenden Redemokratisierung. Von 1947 bis 1964 gab die Partei die politische Zeitung Folha Socialista (Sozialistisches Blatt) heraus.
Das Emblem der PSB stellt eine Friedenstaube dar. Rot und Gelb sind die repräsentativen Farben der Partei.

## Geschichte
Die Partei wurde im April 1947 unter der Führung von João Mangabeira, Hermes Lima und Domingo Velasco gegründet.
Im Manifest von 1947 hat sie sich gegen den Personenkult um Getúlio Vargas gewandt und von den Partido Trabalhista Brasileiro und Partido Comunista Brasileiro abgegrenzt. Sie hat marxistische bzw. sozialistische Thesen aufgestellt, z. B. die Verstaatlichung der Produktionsmittel, dabei aber keine Verankerung in der Gewerkschaftsbewegung gehabt. Sie stellte sich  zwischen marxistischen und sozialdemokratische Positionen und konnte damit zahlreiche Intellektuelle und Studenten anziehen.
Die Partei war trotzdem schwach, in den Präsidentschaftswahlen 1950 erhielt ihr Kandidat João Mangabeira weniger als 1 % der Stimmen. Sie konnte nur einen Abgeordneten stellen. Ihren ersten Erfolg errang sie in Recife, wo Pelópidas da Silveira im Rahmen einer Linkskoalition zum Bürgermeister gewählt wurde. In São Paulo unterstützte der PSB den späteren Präsident Jânio Quadros. 1960 kam es zum Bruch mit Quadros und der PSB unterstützte dessen Kontrahenten Marechal Lott. In der Folge radikalisierte sich die Partei und verlor 9 ihrer 13 Bundesabgeordneten. Die PSB unterstützte nach dem Rücktritt von Jânio Quadros den Vize-Präsidenten und Nachfolger João Goulart.
Nach dem Militärputsch wurde die PSB aufgelöst. Führende Politiker kamen ins Gefängnis und verloren ihre politischen Rechte. Viele Mitglieder traten einer der beiden erlaubten Parteien, der Movimento Democrático Brasileiro (MDB), bei. 1979, nach der politischen Öffnung blieben einige der ehemaligen Mitglieder in der nun PMDB genannten Partido do Movimento Democrático Brasileiro, andere traten der Partido Democrático Trabalhista (PDT) bei und andere beteiligten sich an der Gründung der Partido dos Trabalhadores (PT).
1985 wurde die neue PSB auf der Grundlage des Manifests von 1947 gegründet. Bei den Wahlen 1986 konnte sie nur ein Abgeordnetenmandat erringen. 1989 verband sie sich mit der PT und der Partido Comunista do Brasil (PCdoB) zur Frente Brasil Popular, die die erste Kandidatur von Luiz Inácio Lula da Silva unterstützte. José Paulo Bisol von der PSB war als Vizepräsident vorgesehen.
Nachdem Miguel Arraes von der PMDB übergetreten war, wurde die PSB erfolgreicher. Arraes wurde 1994 zum Gouverneur von Pernambuco gewählt, João Capiberibe zum Gouverneur von Amapá. 1998 wurde Ronaldo Lessa zum Gouverneur von Alagoas gewählt. Ein prominentes Mitglied wurde Luiza Erundina, frühere PT-Bürgermeisterin von São Paulo.
Im Jahr 2000 trat gegen den Willen vieler Mitglieder der Gouverneur von Rio de Janeiro Anthony Garotinho von der PDT zur PSB über. 2002 wurde er als Präsidentschaftskandidat Dritter, seine Ehefrau Rosinha Matheus folgte ihm als Gouverneurin von Rio. Auf Bundesebene war die PSB mit 5,3 % und 22 Abgeordneten relativ erfolgreich. 3 Gouverneure kamen von der PSB: Lessa wiedergewählt, sowie Paulo Hartung in Espírito Santo und Wilma Faria in Rio Grande do Norte. Im zweiten Wahlgang unterstützte die Partei Lula und bekam in seiner Regierung das Amt des Wissenschafts- und Technologieministers (Roberto Amaral). 2003 wechselte der umstrittene Garotinho mit Gefolgsleuten zur PMDB. Bei den Wahlen 2006 war die PSB noch erfolgreicher, sie bekam 6,2 % und 29 Abgeordnetenposten, und wiederum 3 Gouverneursposten: Ciro Gomes in Ceará, Eduardo Campos in Pernambuco und Wilma Faria die wiedergewählt wurde. Paulo Hartung wurde als PMDB-Mann wiedergewählt. Die PSB hat Lula informell in der Wiederwahl unterstützt.
Eduardo Campos trat für die PSB zur Präsidentschaftswahl 2014 an. Er verunglückte während des Wahlkampfs am 13. August 2014 mit einer Cessna 560XL und kam dabei gemeinsam mit den sechs weiteren Insassen ums Leben. Nach dem Unfalltod von Campos kandidierte Marina Silva an seiner Stelle für die PSB. Silva war ursprünglich Kandidatin für die Vizepräsidentschaft bei der Wahl. Diese Position nahm dann Beto Albuquerque (PSB) ein.